# Ponsacco
Ponsacco es una localidad italiana de la provincia de Pisa, región de Toscana, con 15.187 habitantes.

## Evolución demográfica
| Gráfica de evolución demográfica de Ponsacco entre 1861 y 2001 |
|                                                                |
| Fuente ISTAT - Elaboración gráfica por parte de Wikipedia      |